# Il calice d'argento (romanzo)
Il calice d'argento è un romanzo storico del 1952 di Thomas B. Costain.
È la storia della creazione di un calice d'argento per sostenere il Santo Graal (che viene definito anche il Santo Calice) ed include personaggi biblici come l'evangelista Luca, Giuseppe di Arimatea, Simon Mago e sua moglie Elena, e l'apostolo Pietro.
La storia fu ispirata dal ritrovamento archeologico di un calice d'argento del I secolo ad Antiochia.

## Trama
Il romanzo racconta la storia di Basilio, un giovane artigiano, che è ingaggiato da Luca, per conto di Giuseppe d'Arimatea, per realizzare una custodia, ove riporre il calice che Gesù Cristo aveva usato durante l'Ultima Cena.

## Opere derivate
Tre anni dopo la sua pubblicazione, la Warner Bros. ne trasse una versione cinematografica. Tra gli interpreti c'è Paul Newman, nella sua prima interpretazione, nel ruolo di Basil l'artigiano.